# Mikoyan-Gurevich MiG-6
Mikoyan-Gurevich MiG-6 là một mẫu thiết kế máy bay cường kích của Liên Xô trong Chiến tranh thế giới II.